# Grmovi (Bjelovar)
Grmovi su naselje i povijesni lokalitet na području grada Bjelovara. Nalazi se na prostoru bivše šume Grmovi u današnjoj četvrti Zvijerci, južno od potoka Jelinac. 
Na prostoru Grmova nalazi se igralište NK Zvijerci, mjesni dom naselja i četvrti te ulica Ante Antića. 

## Povijest
Tijekom srednjeg vijeka je na prostoru Grmova uz potok Jelinac stajala utvrda Ilinac (Ilynch) koja je bila u vlasništvu plemenske obitelji Ilink ili Ilanch.
Utvrda je uništena tijekom prolaza Sulejmanove vojske Hrvatskom 1532. godine u isto vrijeme kao i drugi plemićki posjedi u području.
Prostor Grmova nakon uništenja Ilinca brzo je zaraslo u šumu, koja je na kartama zabilježena kao Grmovi (mađ: Bozótos).

Širenjem Bjelovara na sjever šuma Grmovi se ruši te se na njenom prostoru i okolnim oranicama počinju izgrađivati današnja četvrt Zvijerci.